# Pędnik

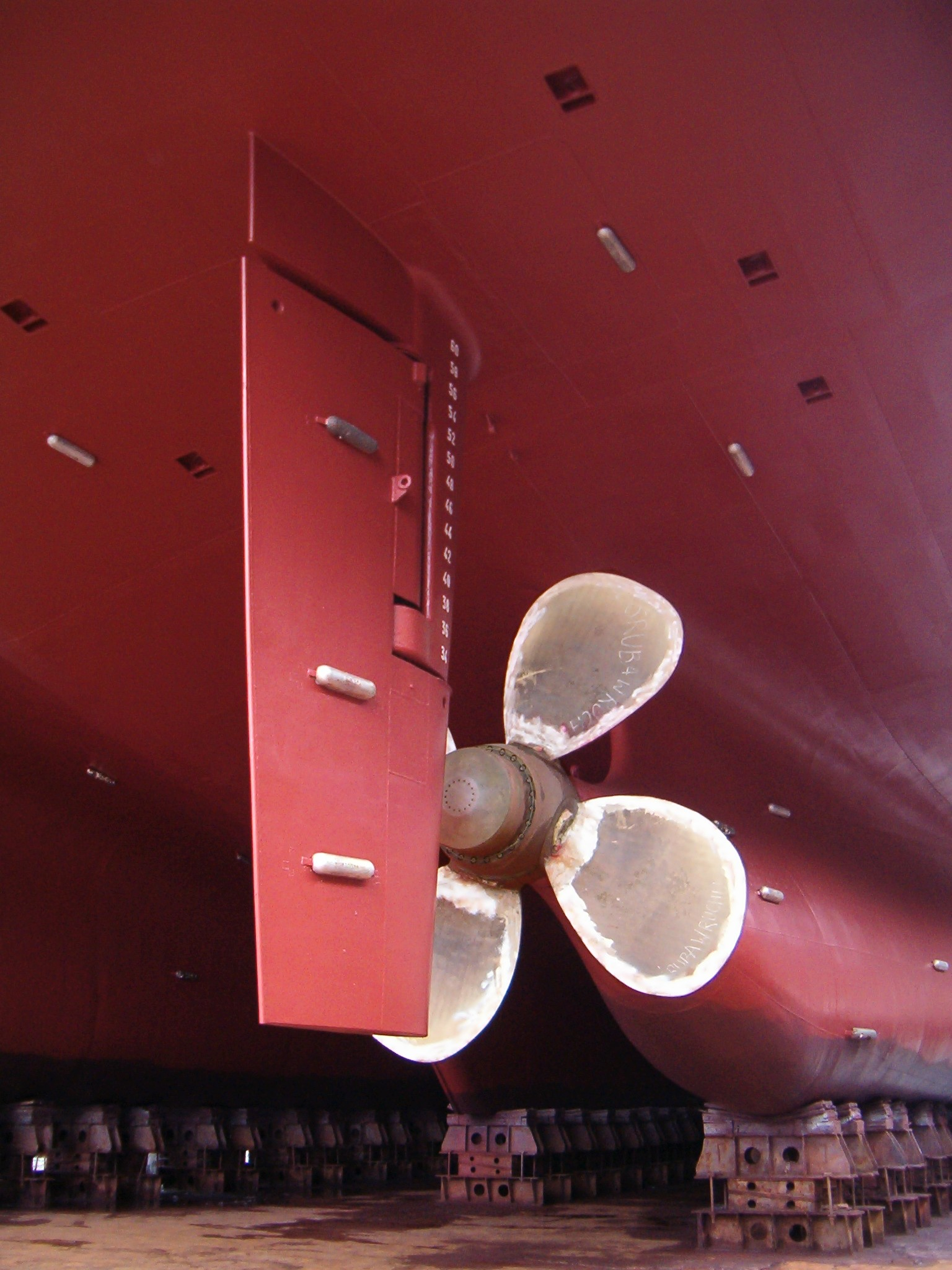
Śruba napędowa i ster statku podczas remontu w doku pływającym

Pędnik – urządzenie zamieniające energię dostarczoną z zewnątrz lub z silnika napędowego na siłę poruszającą jednostkę pływającą.
Pod względem zasady działania wyróżnia się:
- pędnik o napędzie mięśniowym - wiosło
- pędnik o napędzie wiatrowym - żagiel
- pędnik o napędzie mechanicznym - koło łopatkowe, śruba napędowa, pędnik azymutalny, pędnik cykloidalny, pędnik wodnoodrzutowy, pędnik gazoodrzutowy, śmigło

Oprócz głównego zastosowania pędnika, jakim jest napędzanie jednostki, stosuje się także pędniki sterujące (stery strumieniowe), których zadaniem jest zwiększenie zdolności manewrowych statku.